# Квинт Гедий Руф Лоллиан Гентиан
Квинт Ге́дий Руф Лоллиа́н Гентиа́н (лат. Quintus Hedius Rufus Lollianus Gentianus; умер после 202 года) — древнеримский государственный и политический деятель, занимавший между 186 и 188 годом должность консула-суффекта.

## Биография
Отцом Квинта Гедия был ординарный консул 144 года Луций Гедий Руф Лоллиан Авит. Гентиан начал службу в качестве военного трибуна VII «Парного» легиона. В дальнейшем он занимал должности квестора и претора, выступая каждый раз в качестве кандидата от императора. Также в какой-то момент времени Квинт был монетным триумвиром. В 184 году Гентиан находился на посту легата XXII «Первородного» легиона, дислоцировавшегося в Могонциаке (провинция Верхняя Германия). В промежутке между 186 и 188 годом он становится консулом-суффектом. После этого, предположительно, Гентиан назначается куратором государственных зданий городов Путеолы и Велитры. В период со 189 по 192 годы он в качестве легата-пропретора руководил провинцией Ближняя Испания. В 194—197 годах Гентиан служил комитом у императора Септимия Севера. В 194 году он участвовал в войне против Песценния Нигра, в 195 и 197 годах — в походе против Парфии, а в 197-м — в войне против Клодия Альбина.
В 197—198 годах Гентиан был ответственным за перепись населения в провинции Лугдунская Галлия, а в 198—199 годах — провинции Ближняя Испания. В 201—202 годах он в качестве проконсула управлял  Азией. Помимо того, Квинт Гедий являлся патроном будущего императора Пертинакса.

## Потомки
У Гентиана было пять детей: ординарный консул 209 года Квинт Гедий Лоллиан Плавтий Авит, ординарный консул 211 года Гедий Лоллиан Теренций Гентиан, весталка Гедия Теренция Флавола, дочь, неизвестная по имени, и сын, также неизвестный по имени и умерший в 209/210 году.